# Rima Abdul Malak

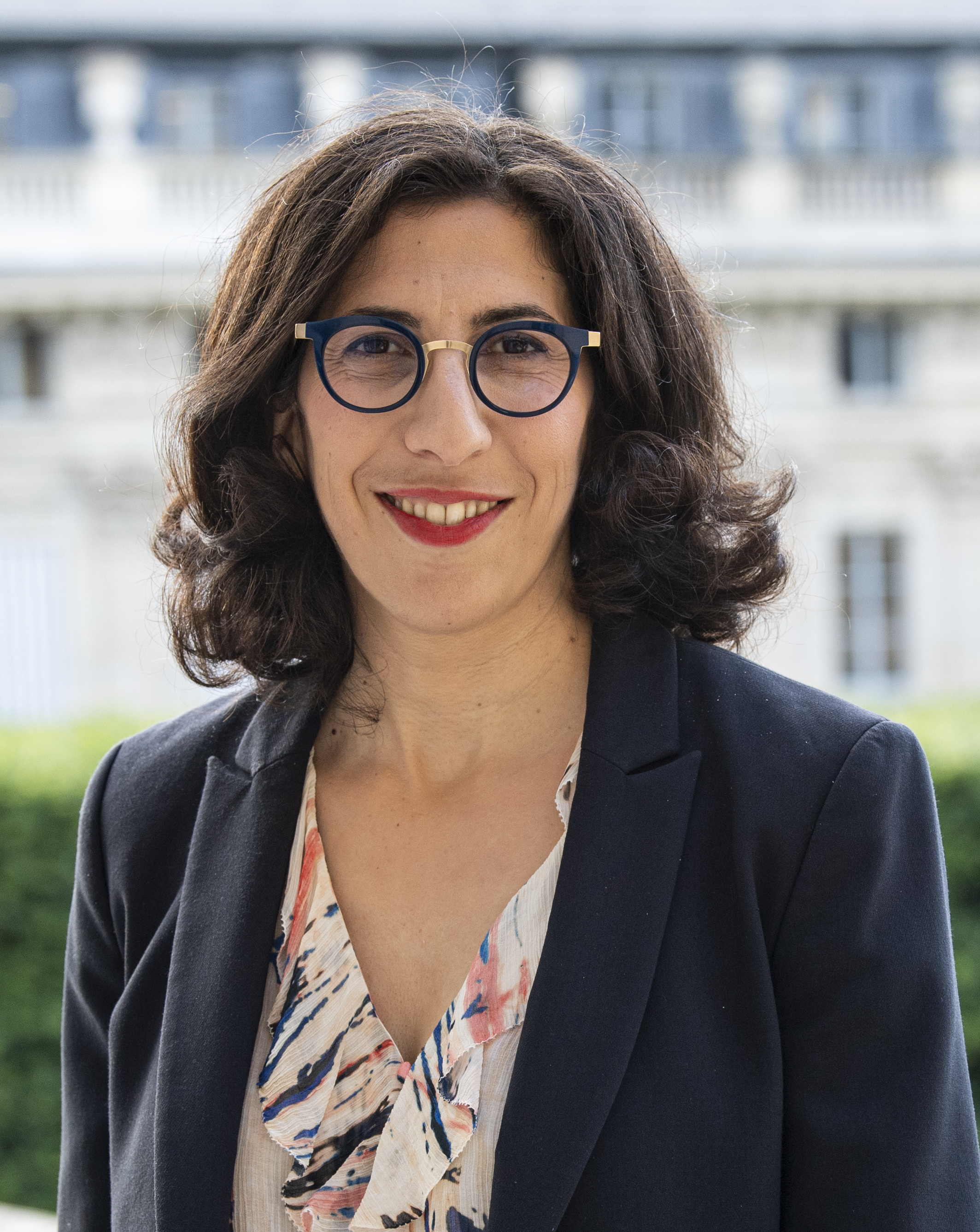
Rima Abdul Malak, 2022

Rima Abdul Malak (* 11. Februar 1979 in Beirut) ist eine französische Politikerin, die auch die libanesische Staatsbürgerschaft besitzt.
Nach ihrer Tätigkeit als Programmdirektorin von Clowns ohne Grenzen und als Leiterin der Musikabteilung von Culturesfrance (heute Institut français) wurde sie Beraterin von Christophe Girard, dem stellvertretenden Kulturdezernenten des Pariser Rathauses, und wurde von 2012 bis 2014 Kulturberaterin des Pariser Bürgermeisters Bertrand Delanoë. Anschließend wurde sie zur Kulturattaché in New York ernannt.
Im November 2019 wurde sie zur Beraterin für Kultur und Kommunikation von Präsident Emmanuel Macron ernannt. Vom 20. Mai 2022 bis zum 11. Januar 2024 war sie im Kabinett Borne Kulturministerin.

## Kindheit und Studium
Rima Abdul Malak lebte bis zu ihrem zehnten Lebensjahr im Libanon. Sie ist im christlichen Glauben aufgewachsen. Auf der Flucht vor dem Libanesischen Bürgerkrieg kam die Familie Abdul Malak 1989 nach Lyon.
Rima Abdul Malak besuchte das Lycée International in Lyon und anschließend bis 1999 das Institut d’Etudes Politiques de Lyon. Sie hat ein Diplôme d’études supérieures spécialisées (DESS) in Entwicklung und internationaler Zusammenarbeit von der Université Panthéon-Sorbonne in Paris.

## Berufliche Laufbahn

### Programmdirektorin vonClowns ohne Grenzen(2001–2006)
Von 2001 bis 2006 leitete sie den Verein Clowns Sans Frontières, dessen Aufgabe es ist, Kindern und Bevölkerungsgruppen, die Opfer humanitärer Krisen sind oder sich in einer sehr prekären Lage befinden, durch Lachen und Aufführungen psychosoziale Unterstützung zukommen zu lassen. Sie koordiniert die Suche nach Finanzmitteln, die Organisation der Einsätze des Vereins und die Betreuung des Netzwerks von Künstlern und Freiwilligen in ganz Frankreich.

### CulturesFrance (2007–2008)
Für CulturesFrance, das heutige Institut français, ist sie für die Verbreitung der französischen Musikszene im Ausland zuständig.

## Politische Laufbahn

### Pariser Rathaus (2008–2014)
2008 wurde sie Beraterin für darstellende Künste des stellvertretenden Kulturministers Christophe Girard und 2010 Leiterin seines Büros. Sie arbeitet an der Reform der Stadttheater und der Erneuerung ihrer Leitungen, der Eröffnung neuer Kultureinrichtungen wie dem Centquatre, der Théâtre de la Gaîté oder Häusern für Amateurkünstler und organisiert die États généraux de la Nuit (Generalstände der Nacht) im Anschluss an die Petition „Quand la nuit meurt en silence“ (Wenn die Nacht in der Stille stirbt).
Als Kulturberaterin des Pariser Bürgermeisters (2012–2014) war sie an mehreren städtischen Projekten beteiligt, wie der Philharmonie de Paris, der Gründung der öffentlichen Einrichtung Paris Musées, die die 14 städtischen Museen vereint, der Eröffnung des Luxor, der Entwicklung der Bibliotheken oder auch Nuit blanche.

### Kulturattaché an der französischen Botschaft in den USA (2014–2018)
2014 wurde sie zur Kulturattaché, Leiterin der Abteilung Visuelle Künste der Kulturabteilung der französischen Botschaft in den Vereinigten Staaten und Leiterin der Abteilung Visuelle Künste und Darstellende Künste ernannt.
Sie fördert die Verbreitung der französischen Szene, indem sie zahlreichen Künstlern Auftritte in den Vereinigten Staaten ermöglicht, Übersetzungen und neue Kreationen fördert.
Sie richtet in New York ein Festival für junges Publikum namens Tilt ein, das gemeinsam mit dem French Institute Alliance Française (FIAF) und einem Dutzend Partnern organisiert wird und Künstler aus der frankophonen Welt und aus den USA auf das Programm setzt.
Außerdem beteiligt sie sich an der Programmgestaltung der Nuits de la philosophie (Nächte der Philosophie) und der Festivals der New Yorker Buchhandlung Albertine. Darüber hinaus ist sie für die Fördermittel der Stiftung FACE (French American Cultural Exchange) für zeitgenössische Kunst, Theater, Tanz, zeitgenössische Musik und Jazz zuständig.

### Beraterin für „Kultur und Kommunikation“ (2019–2022)
Im November 2019 wird sie als Nachfolgerin von Claudia Ferrazzi Beraterin für Kultur und Kommunikation im Kabinett des Staatspräsidenten Emmanuel Macron.
Sie orchestriert die Umsetzung des „weißen Jahres“ für freischaffende Künstler nach der Krise, die durch die COVID-19-Pandemie ausgelöst wurde.

### Kulturministerin (2022–2024)
Am 20. Mai 2022 wurde sie zur Kulturministerin in der Regierung Élisabeth Borne ernannt. Dieses Amt hatte sie bis zum Amtsantritt der Regierung Attal am 11. Januar 2024 inne.

## Auszeichnungen
- 2016: Ritter des Ordre national du Mérite[17]
- 2022: Komtur des Ordre des Arts et des Lettres (automatisch als Kulturministerin)[18]